# Tomás de Santa María
Tomás de Santa María (Madrid, c. 1510 - Ribadavia, 1570), va ser un organista i teòric de la música espanyol. Va ser allà on presumiblement va conèixer el músic espanyol Antonio de Cabezón.

## Biografia
Es coneixen pocs detalls de la seva vida. No sé sap amb exactitud la data de naixement, però sí que va néixer a Madrid. Els tres fets que es coneixen són: 
- Entrà a l'ordre dels frares dominics el 1536.
- A mitjans del segle xvi se'l contractava d'organista a diversos llocs, entre els quals cal citar el convent de benedictins de San Pablo de Valladolid.
- Publicà la seva obra essencial, Arte de tañer fantasía, a Valladolid el 1565.

Va morir a Ribadavia (Ourense) l'any 1570.

## Obra
Tomás de Santa María és conegut per la seva obra teòrica titulada Arte de tañer fantasía, i tracta la tècnica per a tocar el teclat de la seva època, tot i que també fa referència a la vihuela. Aquesta obra consta de dos llibres i té el valor de ser la primera vegada en la història de la música que, de forma sistemàtica, es crea un sistema de digitació, sent una obra fonamental per conèixer la pràctica musical del segle xvi i els diferents usos d'ornamentació.
El propòsit principal de l'obra és ensenyar com improvisar en un estil fugat, i inclou detalls sobre els fonaments de la música, els vuit modes eclesiàstics, l'ornamentació, tacte, articulació, digitació, i contrapunt, incloent-hi una categorització d'acords de quatre notes, de manera bastant similar al que Pietro Aaron havia escrit unes quantes dècades abans a Itàlia, que és l'obra que pot haver utilitzat com a font.
La classificació d'acords és especialment significativa, ja que va ser el període en història de música en el que els compositors començaven a pensar en termes de progressió harmònica com a mecanisme generatiu en lloc d'encreuar línies melòdiques independents. El llibre de Santa María també dona indicacions per a crear musica seguint la tècnica de Josquin Desprez, del qual considerava que era el mestre de l'estil.
Els escrits de Tomás de Santa María van ser un referent tant a Espanya com a la resta d'Europa, com pot deduir-se de la quantitat de teòrics de la música del Barroc, com per exemple Dámaso Artufel i Pietro Cerone, que el plagiaren.